# دون ماكميلان
دون ماكميلان (بالإنجليزية: Don MacMillan) هو منافس ألعاب قوى أسترالي، ولد في 5 يناير 1930، وتوفي في 19 نوفمبر 2004.

## وصلات خارجية
- دون ماكميلان على موقع النتائج التاريخية لألعاب القوى الأسترالية (الإنجليزية)
- دون ماكميلان على موقع أوليمبيديا (الإنجليزية)
- دون ماكميلان على موقع اتحاد ألعاب الكومنولث (مؤرشف) (الإنجليزية)